# Вормерланд
Вормерленд (нід. Wormerland) — муніципалітет у Нідерландах, у провінції Північна Голландія. Він був створений у 1991 році шляхом злиття муніципалітетів Їсп, Вормер і Вейдевормер.

## Населені пункти муніципалітету
Місто
- Вормер

Села
- Їсп
- Нек
- Осткноллендам

Селища
- Вейдевормер
- Спейкербор